# مارک فلکن
مارک فلکن (به انگلیسی: Mark Flekken؛ زادهٔ ۱۳ ژوئن ۱۹۹۳) بازیکن فوتبال اهل هلند است که در پست دروازه‌بان برای باشگاه فوتبال بایرلورکوزن در بوندسلیگا بازی می‌کند.

## سال‌های آغازین
مارک فلکن در شهر بوخولتس واقع در استان لیمبورخ هلند و در نزدیکی مرز آلمان بزرگ شد.
پدر و مادر او، رنه و آنی، هر دو سابقهٔ بازی فوتبال داشتند و برادر کوچکش، روی، نیز دروازه‌بان شد.

## دوران باشگاهی

### آلمانیا آخن و گرویتر فورث
فلکن فوتبال را از تیم پایهٔ RKVV WDZ در بوخولتس آغاز کرد و سپس به آکادمی رودا جی‌سی کرکراده رفت. او در سال ۲۰۰۹ به تیم جوانان آلمانیا آخن پیوست که در آن زمان در بوندس‌لیگا ۲ حضور داشت. در ۲۲ سپتامبر ۲۰۱۱، او نخستین قرارداد حرفه‌ای خود را امضا کرد.
در تعطیلات زمستانی فصل ۱۳–۲۰۱۲، فلکن پس از جدایی میشائیل ملکا از باشگاه، توسط رنه فان اک سرمربی آلمانیا آخن به‌عنوان دروازه‌بان اول انتخاب شد. او نخستین بازی حرفه‌ای‌اش را در ۲۶ ژانویهٔ ۲۰۱۳ مقابل اف‌سی زاربروکن انجام داد که با پیروزی ۲–۰ همراه بود.
در آستانهٔ فصل ۱۴–۲۰۱۳، او به باشگاه گرویتر فورث پیوست. او طی سه فصل حضور در این تیم تنها در سه دیدار لیگ به میدان رفت و دروازه‌بان ذخیرهٔ ولفگانگ هسل و سباستیان میلیتس بود.

### ام‌اس‌فائو دویسبورگ
فلکن در ۱۲ ژوئن ۲۰۱۶ به ام‌اس‌فائو دویسبورگ پیوست. او در ۷ اوت ۲۰۱۶ در بازی برابر و‌اف‌ال اوزنابروک در دقیقهٔ پایانی گلزنی کرد و بازی را به تساوی ۱–۱ کشاند. در فوریه ۲۰۱۸، فلکن در بازی برابر اف‌سی اینگولشتات هنگام نوشیدن آب، پشت به زمین بود و یک گل عجیب دریافت کرد.

### فرایبورگ
او در فصل ۱۹–۲۰۱۸ به فرایبورگ پیوست. در این فصل دروازه‌بان ذخیره الکساندر اشوولو بود و تنها در هفتهٔ پایانی برابر نورنبورگ به میدان رفت. با جدایی اشوولو در تابستان ۲۰۲۰، فلکن دروازه‌بان اصلی شد، اما در جریان گرم‌کردن پیش از بازی جام حذفی برابر والدوف مانهایم از ناحیه آرنج مصدوم شد و فصل را از دست داد. در غیاب او، فلوریان مولر دروازه‌بان اصلی بود. فلکن در مه ۲۰۲۱ به ترکیب اصلی بازگشت.
او فصل ۲۰۲۲–۲۰۲۱ را به‌عنوان دروازه‌بان شماره یک آغاز کرد و پس از ۱۰ هفته بدون شکست، با بهترین درصد مهار شوت در لیگ، تیمش را به رده سوم جدول رساند.

### برنتفورد
در ۳۱ مه ۲۰۲۳، فلکن با قراردادی ۱۱ میلیون پوندی به برنتفورد در لیگ برتر فوتبال انگلستان پیوست.

#### فصل ۲۴–۲۰۲۳
فلکن در فصل نخست خود هفت کلین‌شیت ثبت کرد و با ۱۱۳ مهار، در رتبه هشتم لیگ در این زمینه قرار گرفت. او یکی از دو دروازه‌بانی بود که در این فصل پاس گل داد؛ او با یک پاس بلند برای نیل موپای برابر منچستر سیتی گل‌سازی کرد. همچنین چهار پاس کلیدی داد که بیشترین تعداد در بین دروازه‌بان‌های لیگ بود.
در فوریه ۲۰۲۴، او برندهٔ جایزه «مهار ماه لیگ برتر» برای مهار شوتی از پدرو نتو بازیکن ولورهمپتون شد. این مهار بعداً به‌عنوان یکی از نامزدهای جایزه «مهار فصل» نیز انتخاب شد. این عملکرد باعث شد او برای یورو ۲۰۲۴ به تیم ملی هلند دعوت شود.

#### فصل ۲۵–۲۰۲۴
فلکن در این فصل نیز عملکرد درخشانی داشت و در فوریه ۲۰۲۵، به‌عنوان بهترین بازیکن ماه باشگاه برنتفورد انتخاب شد؛ او در این ماه سه گل دریافت کرد و در دو بازی برابر وستهم و لستر سیتی کلین‌شیت کرد. تا آوریل ۲۰۲۵، فلکن با ۱۰۳ مهار، بیش از هر دروازه‌بانی در پنج لیگ برتر اروپا، توپ را دفع کرده بود و با ۷۲٫۵٪ نرخ مهار، در ردهٔ هشتم لیگ برتر قرار داشت.
در آوریل ۲۰۲۵، فلکن در رتبه پنجم برترین دروازه‌بان‌های جهان قرار گرفت؛ این رده‌بندی توسط رصدخانه فوتبال سی‌آی‌ئی‌اس منتشر شد.

## کارنامهٔ ملی
فلکن در ۵ نوامبر ۲۰۲۱ برای دیدارهای مرحلهٔ انتخابی جام جهانی ۲۰۲۲ برابر مونته‌نگرو و نروژ که به ترتیب در ۱۳ و ۱۶ نوامبر برگزار می‌شدند، به تیم ملی هلند دعوت شد.
او نخستین بازی ملی خود را در ۲۶ مارس ۲۰۲۲ در یک بازی دوستانه برابر دانمارک انجام داد.
در ۲۹ مهٔ ۲۰۲۴، فلکن در فهرست نهایی هلند برای جام ملت‌های اروپا ۲۰۲۴ قرار گرفت.

## افتخارات
ام‌اس‌وی دویسبورگ
- لیگ ۳ آلمان: ۱۷–۲۰۱۶
- جام ناحیه‌ای راین پایین: ۱۷–۲۰۱۶

تیم ب فرایبورگ
- لیگ منطقه‌ای زاپ غرب: ۲۱–۲۰۲۰

فرایبورگ
- نایب قهرمان جام حذفی آلمان: ۲۲–۲۰۲۱ [۲۶]

فردی
- جایزه مهار ماه لیگ برتر انگلستان: فوریه ۲۰۲۴[۲۷]